# ديفيد س. نوفاك
ديفيد س. نوفاك (بالإنجليزية: David C. Novak)‏ هو رائد أعمال أمريكي، ولد في 1953 في بيفيل في الولايات المتحدة.

## وصلات خارجية
- ديفيد س. نوفاك على موقع إن إن دي بي (الإنجليزية)